# Archaische Spiritualität in systematisierten Religionen
Archaische Spiritualität in systematisierten Religionen beschreibt die hypothetischen Übergangsphänomene und Synkretismen, die postulierte religiös-spirituelle Vorstellungen des prähistorischen Menschen in späteren, vor allem in den systematisierten Religionen hinterlassen haben könnten. Die Anpassungsvorgänge an die neuen Wirtschaftsformen im Laufe der neolithischen Revolution haben sich in den später entstehenden frühen Staaten mit ihren zunehmend als Herrschaftsinstrument genutzten Religionen fortgesetzt. Besonders der rumänische Religionswissenschaftler Mircea Eliade hat dahingehend weitreichende Untersuchungen und Schlussfolgerungen vorgenommen, die jedoch heute als sehr spekulativ und romantisierend erachtet werden. Julien Ries hat die mögliche Entwicklung in einem Modell zusammengefasst.

## Die Entwicklung des religiösen Bewusstseins
Der belgische Religionsanthropologe Julien Ries entwarf vor dem Hintergrund der (heute weitgehend verworfenen) Schamanismus-Theorie Eliades und anderer Konzepte ein sechsstufiges Modell der Religionsentwicklung. Es bietet einen Erklärungsversuch, warum archaische Weltanschauungen bis in unsere Zeit hineinwirken könnten:
- Die erste Stufe beim frühen Menschen beruht auf den grundlegenden Fragen, die der Mensch an sich und an seine Umwelt zu stellen begann. Sie schöpft ihre Antworten und Mechanismen aus fünf grundlegenden Symbolen: Sonne, Mond, Sterne, Erde und Fruchtbarkeit sowie aus Umweltsymbolen wie Wasser, Berg, Pflanzen, Tiere. Diese erste Erfahrung des Heiligen, die Hierophanie, prägt diese Stufe, die mit der Entdeckung der Transzendenz verbunden ist.
- Die zweite Stufe ist mit der ersten eng verbunden und wahrscheinlich ungefähr zeitgleich. Sie ist bestimmt durch das Nachdenken über den Tod. Bereits die Bestattungen des Homo erectus und der Neandertaler weisen in diese Richtung. Damit wird auch das Verständnis vom Leben neu geprägt, denn nun entwickelt sich der Glaube an eine Unsterblichkeit, also an die Seele und an eine jenseitige Welt, in der sich diese aufhält sowie entsprechend an Wechselwirkungen zwischen diesen Welten.
- Die dritte Stufe des religiösen Bewusstseins ist durch die Entstehung komplexer Mythogramme gekennzeichnet, welche diese Wechselwirkungen versinnbildlichen und damit auch optisch erfahrbar machen. Die frankokantabrische Kunst findet hier ihren Ausdruck, und zwar unabhängig von ihrer jeweiligen Interpretation. Das religiöse Bewusstsein beginnt nun die Gemeinschaft zu prägen, und eine Art heiliger Geschichte bildet sich aus, die mit Hilfe der Mythogramme von Generation zu Generation innerhalb der Sippe weitergereicht wird.
- Die vierte Stufe beginnt im Nahen Osten mit der Kultur des Natoufien an der Schwelle zum Neolithikum. Hier findet man die ersten Darstellungen von Gottheiten, meist noch mit tierischen und pflanzlichen Attributen, oder transzendenten Wesenheiten wie dem Ziegendämon. Es gibt bereits weibliche Formen eines Fruchtbarkeits- und Mutterkultes, während der Stier als männliches Symbol auftritt (Göbekli Tepe, Çatalhöyük usw.). An die Stelle der einfachen Wahrnehmung der Transzendenz und des Göttlichen tritt nun dessen symbolische Umsetzung und Darstellung. Erstmals nimmt sich der Mensch in seiner Beziehung zum Göttlichen wahr, vor allem als Adorant, eine absolute Neuerung.
- Die fünfte Stufe äußert sich nach der endgültigen Personifizierung des Göttlichen und seiner symbolischen Darstellung durch Statuen im Bau von Tempeln und anderen Heiligtümern. Es ist die Periode der frühen polytheistischen Hochreligionen in Ägypten und im Zweistromland. Die Götter werden nun in diesen Heiligtümern verborgen, es entstehen Kulte und Priesterhierarchien. Gebetstexte sind überliefert, Orakel sind üblich.
- Die sechste Stufe des religiösen Bewusstseins wird durch die großen monotheistischen Religionen repräsentiert, in denen ein einziger, allmächtiger, sich offenbarender, Unterwerfung fordernder Gott im Mittelpunkt steht. Die Hierophanie macht nun endgültig der Theophanie Platz. Orakel sind nicht mehr gebräuchlich, an ihre Stelle treten Propheten und Religionsstifter.

Ab der vierten Stufe beginnen die animistischen Vorstellungen und Praktiken der vormaligen Jäger und Sammler offenbar zu schwinden, und ihre geistigen Grundlagen und Mechanismen werden in die neu entstehenden systematisierten Religionen integriert oder auch gänzlich verlassen; doch bleiben Residuen, die nun allerdings mit neuen Bedeutungen gefüllt werden.

## Religionen in alten Kulturen
Die Auflistung und Darstellung orientiert sich an Kulturen, Ethnien bzw. sozialen Gruppen, die sich in ihrer zeitlichen Einordnung, also in den partikulären Epochen der Menschheitsgeschichte, deutlich voneinander unterscheiden möchten.

### Schamanismus
Insbesondere seit Eliades groß angelegtem Werk Schamanismus und archaische Ekstasetechnik (Erstausgabe auf Französisch 1957) entstanden verschiedene Schamanismus-Konzepte, die je nach Autor ganz unterschiedliche Betrachtungsweisen, geografische Zuordnungen und Schwerpunkte setzten. In jedem Fall handelt es sich dabei nicht um eine Art universeller archaischer Religion wie die Endsilbe -ismus suggerieren mag, sondern um eine Vielzahl uneinheitlicher, eurozentrisch-wissenschaftlicher Thesen, die versuchen, die Phänomene rund um die Geisterbeschwörer der verschiedenen Ethnien auf ein einheitliches, abstraktes Konzept zu reduzieren. Insofern haben die meisten Konzepte mit universellem Anspruch (u. a. spirituelle und prähistorische Konzepte) heute in der Ethnologie keine Gültigkeit mehr oder werden heftig kritisiert. In anderen Wissenschaften bisweilen und prinzipiell im unwissenschaftlichen Neoschamanismus wird immer noch auf solche Thesen aufgebaut.
Besonders in den Religionen früher Hochkulturen lassen sich zahlreiche Reste archaischer Spiritualität feststellen. Viele der oben zum Paläo- und Neolithikum aufgelisteten religiösen Phänomene waren in ihnen – wenn auch in unterschiedlichem Ausmaß und mit verschiedenen Schwerpunkten – noch lebendig und „lassen eine Kulturtradition von der vorvergangenen Zeit erkennen.“ (Müller-Karpe). Dazu treten aber zunächst in Ägypten und Mesopotamien religionsgeschichtliche Neuerungen, die für eine frühe hochkulturelle Situation grundsätzlich typisch sind: Mythologie, Sakralkönigtum, explizite Jenseitsvorstellungen und Theologie.
Der Ethnologe Klaus E. Müller stellt zu dieser Situation fest, dass ein Schamanismus (nach seiner These eine „Wissenschaft des magisch-mythischen Denkens mit berufenen, sozial verpflichteten Sachverständigen“) in den angrenzenden altweltlichen Entstehungsgebieten der Archaischen Hochkulturen durchaus ursprünglich bestanden haben könnte, dann aber, wie analog auch in den mesoamerikanischen und andinen Hochkulturen, verdrängt bzw. ausgelöscht worden sein dürfte. Ähnliches gilt auch für andere alte Religionen der Mittelmeerregion und des Mittleren Ostens (Kleinasien, Palästina, Iran, Altarabien), soweit überhaupt verlässliche Informationen darüber vorliegen, ebenso bei den meisten neolithischen vorindoeuropäischen Kulturen Europas, also allen vor dem Eintreffen der Indoeuropäer mit Ausnahme solcher, die später eine Hochkultur entwickelten, wie etwa die Etrusker, später dann für die indoeuropäischen Völker selbst, etwa Griechen, Römer, Kelten, Germanen und Slawen. Allerdings gibt es dazu kaum sichere Belege, vor allem bei Völkern ohne oder mit bisher nicht entzifferten Schriften, deren Traditionen später griechisch, römisch, christlich oder islamisch überformt wurden. Oft wurden archaische Grundformen – von manchen Autoren schamanistisch genannt – nach und nach völlig umgewandelt, so wie etwa die heutigen Halloween-Bräuche, bei denen ein Zusammenhang mit dem keltischen Fest Samhain vorliegt und die heute im christlichen Gewande von Allerheiligen auftreten. Auch der japanische Staatsschintoismus wurzelt zwar direkt und rituell recht eindeutig im sibirischen Schamanismus. Seine Konzepte haben mit diesem aber nur noch wenig gemein, ebenso wenig wie der Hinduismus, Buddhismus (Lamaismus, Tantrismus, Yoga) oder Daoismus zwar vergleichbare Wurzeln haben, aber ganz andere geistige Welten entwickelten. Die Frage nach diesen Ursprüngen bleibt von theoretisch-religionswissenschaftlichem Interesse.

### Altorientalische Religionen

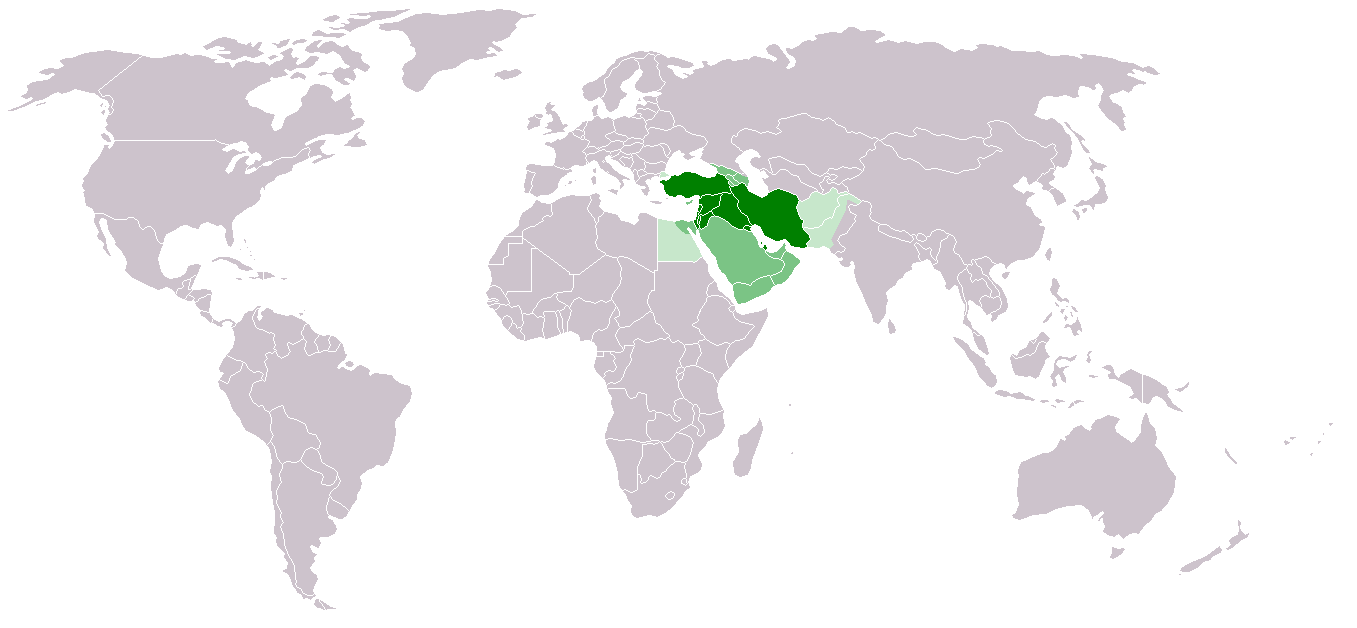
Karte des Alten Orients (Kern-/Peripheriegebiete farblich abgesetzt)

Es handelt sich dabei geographisch um die in der nebenstehenden Abbildung grün eingefärbte Zone.
 S. A. Tokarew stellte fest, dass die altorientalischen Gesellschaften vor allem Ägyptens und Mesopotamiens, deren Beginn bis ins 4. vorchristliche Jahrtausend zurückreicht, sich im Rahmen der dortigen sozioökonomischen Ordnung mit unentwickelter Sklaverei und stabilen Dorfgemeinschaften als sehr stabil und wenig beweglich erwiesen haben, mit einem bis an die Grenzen der Unveränderlichkeit reichenden Beharrungsvermögen. Dies alles habe sich auf die dortigen Religionen ausgewirkt: „In diesen Religionen erhielten sich sehr lange archaische Züge, allerdings in Verbindung mit komplizierten Formen, wie sie sich aus den sozialen und politischen Lebensbedingungen ergaben“.

#### Die ersten orientalischen Hochkulturen: Altägypten und Mesopotamien
- Die altägyptische Religion, bei der nach S. A. Tokarew[14] die Verflechtung primitiver und komplizierter Formen besonders auffällig ist, mag „als Erbe der Zeit eines allbeseelenden Animismus“ erscheinen. Sie könnte schon aufgrund ihres hohen Alters und ihrer Nähe zum Neolithikum (die vordynastische Periode und das Alte Reich gehörten noch weitgehend dieser Kulturepoche an), ja sogar zu den Vorstellungen der historischen Viehnomaden der Sahara, wie sie in den dortigen Felsbildern belegt sind, besonders viele archaisch-spirituelle Vorstellungen enthalten haben. Der Mythos war noch sehr lebendig, sogar formbar.[15] Bestimmte Konzepte wie die Jenseitsreise mit dem Totengericht, der Totenkult, die Seelenvorstellungen, das harmonische Prinzip Ma'at, Seelenvögel, Heilmagie der Priester, schwarze Magie,[16] Relikte eines alten Sippentotemismus (wie es ihn überall in Afrika bis heute gibt),[17] der exzessive Geisterglaube, Unterweltvorstellungen (ohne eigentliche Ahnenverehrung), anthropozoomorphe Gottheiten oder Götter mit Tierattributen (man zählte 753 Gottheiten[18]) und so weiter kamen vor. All diese religiösen Faktoren hatten längst eine eigene Wertigkeit im Rahmen der altägyptischen Religion angenommen oder wurden wie Ma'at erst später aus anderen Kulturkreisen eingeführt (siehe unten). Zauberpraktiken waren weit verbreitet und reichten vom Heilzauber bis zur Jagdmagie. Die Uschebti genannten Dienerfiguren in den Gräbern der Wohlhabenden und Herrscher werden von einigen Autoren als Reste alter Hilfsgeistervorstellungen gewertet.[19] In den Papyri, vor allem im ägyptischen Totenbuch, in den Sargtexten und Pyramidentexten sind zahlreiche Zaubersprüche überliefert, auch für das Totengericht des Pharao, bei dem er in der Halle der Vollständigen Wahrheit zahlreichen Geistern begegnet und Gefahren bestehen muss.
Vor allem die Götter waren zwar ursprüngliche Naturgottheiten, hatten jedoch längst Transformationen durchgemacht und endeten nun als das, was Helck/Otto als Entwicklungslinie beschreiben: „Als Erbe der Vorzeit blieb die Verehrung unendlich gestaltreicher Mächte, die im Leben des Einzelnen, des Staates und des Kosmos wirkten. Dinge jeglicher Form, kosmische Mächte, Tiere, Pflanzen, Steine, Nil, Ozean, Begriffe (Zauber, Nahrung) konnten Gott sein. In der Thinitenzeit fand der entscheidende Schritt zur Vermenschlichung der Gestalt statt, die allerdings nicht in dem Sinne verwirklicht wurde, dass von nun an alle Gottheiten in menschlicher Gestalt erscheinen. Vielmehr war damit nur eine Möglichkeit gegeben, von der man fallweise Gebrauch machte: die Götter konnten als Menschen erscheinen, behielten aber ihre tierische, pflanzliche usw. Erscheinungsform bei. Die Mischgestalten (Menschenleib und Tierkopf) stellten sozusagen eine Übergangsform dar.[20] Dabei ist das Charakteristische, dass gemeinhin kein Gott an eine bestimmte Gestalt gebunden war; viele konnten sowohl als Tier, als Mensch wie in Mischgestalt erscheinen“.[21] Allerdings war der Glaube, Gottheiten seien in lebenden Tieren präsent, nicht ursprünglich und setzt erst im Verlauf der hochkulturlichen Entwicklung ein.[22] Zu diesen durch Fetischismus und Totemismus charakterisierten lokalen Göttern, die dem Leben der Menschen am nächsten standen, kamen später möglicherweise eingeführte kosmische Gottheiten. Im Unterschied zu den ersteren verfügten sie über keine Tierattribute und standen dem täglichen Leben der Menschen eher fern.[23] Besonders auffallend ist dies bei dem Gerechtigkeitsprinzip Ma'at, das erst mit der Einigung Ägyptens und dem damit einhergehendem Verfall der Sippenstruktur in der einigenden Gestalt des Pharao Bedeutung gewann und in der danach entstehenden Vorstellung vom Totengericht eine zentrale Position einnahm.[24] Damit wird der Abstand zum archaisch-spirituellen Gedankengut unter den neuen sozioökonomischen und religiös-politischen Bedingungen des Alten Ägyptens signalisiert.[25]
- Mesopotamien: [26] Sind schon die potentiellen Reste prähistorischer Spiritualität in Ägypten mit einem großen Fragezeichen zu versehen, so gilt das für Mesopotamien noch weit stärker, das ebenso wie Ägypten als Flusstalkultur entstand (wobei die Rolle, die die Sumerer dabei spielten, bis heute unklar ist). Eine viel bedeutendere Rolle spielten hier allerdings einzelne städtische Zentren und ihre jeweiligen lokalen Stadtgottkulten.[27] Hier fehlten von ganz wenigen Ausnahmen abgesehen die tiergestaltigen Götter völlig (die Vorstellung scheint im 4. vorchristlichen Jahrtausend abgeklungen zu sein.[28]) Wo es sie gab, war der Körper tierisch und der Kopf menschlich und repräsentierte die Herrschermacht (z. B. bei der Sphinx). Es gab keinen Tierkult und kaum Spuren eines Totemismus.[29] Die kosmologischen Vorstellungen rankten sich um einen vom Meer umgebenen Weltenberg (Zikkurats wie der Turm von Babel symbolisieren ihn). Die Unterwelt war offenbar ein völlig freudloser Ort mit einem Totengericht, aus dem die Toten zu fliehen trachten.[30] Priesterorakel, vor allem die Leberschau, waren üblich und haben sich möglicherweise über die Hethiter und Phönizier bis zu den Etruskern ausgebreitet (siehe Etruskische Religion). Geister- und Dämonenglaube waren verbreitet. Dies war kein schamanisches Spezifikum, ebenso wie die von Priestern praktizierte Geisterbeschwörung, Wahrsagerei oder magische Rituale, wie sie in allen alten Religionen integraler Bestandteil waren (und in manchen modernen immer noch sind). Von ekstatisch geprägten Ritualen ist nichts bekannt. Hingegen waren Fruchtbarkeitsvorstellungen wie der Mythos von Dumuzi, dem sterbenden Gott, oder von Inanna und ihrer Unterweltreise zur Todesgöttin Ereschkigal, ihrer anderen Erscheinungsform, relativ verbreitet, Darüber berichtet auch das Gilgamesch-Epos mit Utnapischtim, der als Held der Sintflut-Erzählung mit Noah zu vergleichen ist. In beiden Ländern waren zudem die Priester machtvoller Teil des Staates, und in beiden Staaten bestand ein Gottkönigtum.

#### Die vorder- und kleinasiatischen sowie altarabischen Religionen
Quellen:
- Kleinasien und Hethiter:  Wie die anderen vorderorientalischen Religionen war auch die der Hethiter weitgehend durch Fruchtbarkeitskulte geprägt, später, nach dem Zusammenwachsen der Stammes- und Dorfgemeinschaften, durch Stadt- und Staatsgötter.[32] Die ursprünglichsten Kultformen der vorhethitischen Zeit, in der sich semitische mit indoeuropäischen Bevölkerungen durchmischten, wurden im südanatolischen Göbekli Tepe und in Çatalhöyük gefunden. Vor allem in ersterem finden sich noch deutliche archaisch zu deutende Anklänge (Details siehe oben), die sich aber offensichtlich nicht gehalten haben, nachdem sich die bäuerliche Wirtschaftsform mit ihrem Fruchtbarkeitskult, eventuell mit dem Kult der Magna Mater wie offenbar in weiten Teilen des Mittelmeerraumes jener Zeit endgültig durchgesetzt hatte. Nachweise für die Existenz solch potentiell archaischen Gedankengutes finden sich etwa in den Felsbildern des Latmos-Gebirges mit den sogenannten Hörnergöttern, die für Zauberer oder Schamanen gehalten werden. Desgleichen finden sich Handabdrücke.[33] Diese Felsbilder sind eindeutig zwischen Epipaläolithikum bis Chalkolithikum zu datieren (10.–5. Jahrtausend v. Chr.) und zeigen bei den Frauendarstellungen das typische steatopyge Erscheinungsbild jener vor allem von der Fruchtbarkeit bestimmten Periode.[34] Ein Rest mag außerdem noch der eigentlich gesamteuropäische Stierkult oder der alte Ziegendämon sein, der in verschiedenen mediterranen Religionen in unterschiedlicher Form vorkommt (z. B. als Pan).[35] Orakel waren üblich, interessanterweise wie später bei den Etruskern die Leberschau. Männliche und weibliche Zauberpriester praktizierten magische Rituale, und man unterschied schwarze von weißer Magie. Von den Toten glaubte man, sie gingen endgültig in die jenseitige Welt und nähmen dort einen ähnlichen Status ein wie in der diesseitigen; doch glaubte man im Gegensatz zu Mesopotamien nicht, sie würden als Geister umgehen. Ein Opferkult für die Ahnen bestand, jedoch vor allem für die vergöttlichten Herrscher.[36] Insgesamt stehen im sehr umfangreichen („Volk der tausend Götter“) hethitischen Pantheon Götter sumerisch-akkadischer Herkunft neben anatolischen und hurritischen Göttern.
- Palästina und syro-kanaanäische Religion:  Ähnlich wie bei den Hethitern, vor allem aber bei den ihnen wesentlich näher stehenden Mesopotamiern war die Situation auch in der Übergangszone Palästina, wo sich mehrere Kulturen überlagern oder treffen. Hier finden sich gelegentlich archaische Einsprengsel wie etwa die Darstellung der Herrin der Tiere aus dem 14. Jahrhundert v. Chr.[37] Tote wurden ursprünglich mit Opfern geehrt, man glaubte an Totengeister. Zeitweise gab es eine megalithisch geprägte Kultur unklarer Zuordnung.[38] Auch das Weltbild war dem mesopotamischen ähnlich: ein kosmischer Raum, der vom Unterwelts- und vom Himmelsstrom umflossen wird. Es gab einen Dämonenglauben und schwarze Magie, Priesterorakel, einen Schlangenbeschwörungskult (Eva war in den ursprünglichen Quellen eine Schlangenpriesterin) usw.[39] Viele dieser Elemente finden sich auch in der hebräischen Bibel, und die Verehrung der Göttin Aschera, Gemahlin des Jehova, musste im Reich Judäa ausdrücklich verboten werden.
- Phönizier:  Die Religion der Phönizier und damit auch Karthagos war im Grunde syrisch-kanaanäisch, da die Phönizier, die nie einen Flächenstaat ausbildeten, für gewöhnlich die Religionen der ihre Hafenstädte umgebenden Regionen adaptierten. Obwohl sie ein Seefahrervolk waren, kannten sie praktisch keine Handels-, Seefahrts- oder Meeresgötter, sondern vorwiegend Götter, die mit Landwirtschaft zu tun hatten und hier vor allem einen Stierkult.[40]

All diese vorderorientalischen Religionen enthalten somit selbst bei großzügiger Betrachtungsweise kein funktional archaisches Element. Zentral wurde vielmehr das Konzept des jährlichen Werdens und Vergehens, das in bäuerlichen Kulturen weltweit zu finden ist. Wildbeuterische Vorstellungen hatten hier keinen Platz mehr, und ihre Reste innerhalb des neuen Weltbildes wurden transformiert. Aus Jagdmythen wurden Agrarmythen, in denen die Polarität Mann – Frau zum zentralen Element des Fruchtbarkeitszaubers wird und Tod und unterirdische Welt zum Teil dieses Zyklus werden. Die Vorstellungen vom Leben nach dem Tode veränderten sich, wurden konkreter und materieller; sie äußerten sich vor allem in den Bestattungsriten, besonders auffallend im Natoufien Palästinas. Man glaubte zwar an ein Leben nach dem Tode, für das man die Toten gut ausstattete, doch nicht mehr an eine bedeutende Rolle der Ahnen im Diesseits. An ihre Stelle traten nun immer stärker priesterlich kultische Formen.
- Die altarabische Religion und der Islam:

Die alten Religionen der arabischen Halbinsel in der Übergangszone zwischen Ägypten, Mesopotamien und Palästina, deren Zerfall mit für den Erfolg des Islam verantwortlich war, sind durch den Wüstencharakter, die damit einhergehende Isolation der Bevölkerung und ihre altertümliche Sippenstrukturen geprägt und konnten lange Zeit archaische Religionselemente bewahren. Allerdings wurden in ihrem Bereich bereits im 1. Jahrtausend v. Chr. Staaten wie der Jemen mit einer ausgeprägten Organisation gebildet, wie die biblische Legende von der Königin von Saba berichtet. Durch die Domestizierung des Kamels gegen Ende des 3. vorchristlichen Jahrtausends weitete sich der Aktionsradius der dortigen Nomaden gewaltig aus, und es entstand ein Geflecht von Karawanenstraßen, die den kulturellen Austausch begünstigten.
Durchweg enthielten diese meist lokalen Religionen aber Elemente, die in den Bereichen der Hochreligionen längst verlassen oder modifiziert worden waren. Man weiß darüber eigentlich nur das, was der Koran und die Traditionen (Hadith und Sunna) dazu überliefern, die zahlreiche dieser Vorstellungen aufgenommen haben (z. B. Geister, Dschinn, Ka'aba, Huri usw.). Die Gesellschaft war tribalistisch strukturiert mit lokalen, deutlichen animistisch geprägten Gottheiten, die in Steinen oder Bäumen personifiziert waren. Wie in den anderen vorderorientalischen Religionen sind nur schwache und indirekte Bezüge zu archaischen Religionen feststellbar. Der Islam nicht nur Afrikas enthält noch Spuren dieser Vorstellungen, etwa einen Steinkult (z. B. der Kaaba in Mekka) und Geistervorstellungen wie die Dschinn. Orakel waren üblich und wurden unter anderem aus dem Rauschen der Bäume oder dem Werfen von Pfeilen gedeutet.

### Alt- und indoeuropäische Religionen

#### Meso- und neolithische Kulturschicht
Zur allgemeinen Fundlage der vorindoeuropäischen alteuropäischen Gruppen des Meso- und Neolithikums und ihrer Interpretation im Zusammenhang mit schamanistischen Deutungsversuchen siehe vor allem unter „Prähistorischer Schamanismus“.
Aussagen sind hier nur aufgrund archäologischer Funde, gewöhnlich Idole und Bestattungen, möglich. Diese erlauben kaum eine eindeutige Bezugnahme zu archaischen oder gar konkret schamanischen Praktiken, auch wenn diese aufgrund der Kultur, vor allem wenn sie noch stark als Jäger-Sammler/Fischer-Ökonomie ausgeprägt war, nicht unwahrscheinlich gewesen sein dürften, jedoch neolithisch meist durch Mutter- und Fruchtbarkeitskulte überlagert wurden. Zudem präsentieren sich die Funde in ganz Europa aus dieser Periode sehr uneinheitlich. Innerhalb der Sippen gab es offenbar ausgeprägte religiöse Vorstellungen zur Fruchtbarkeit und einen Ahnenkult. Dieser ist durch große, siedlungsnahe Bestattungsfelder ausgewiesen, die eine Nähe der Ahnen und durch Grabbeigaben eine entsprechende Jenseitsvorstellung signalisieren, und dürfte auch von entsprechenden Riten begleitet gewesen sein. Im Zusammenhang mit der mesolithischen/frühneolithischen Donau-Kultur (Lepenski Vir, Tisza-Kultur, Vinèa-Kultur) wurden zudem zahlreiche, meist bizarre zoo- und anthropomorphe Figuren mit unklarem religiösem Bezug gefunden. Auf dem Gräberfeld von Oleni Ostrov in Karelien fand man vier Schachtgräber, in denen die Toten stehend beigesetzt wurden, und die man daher als Schamanengräber deutet. Weitergehende Schlüsse sind jedoch spekulativ. Ähnliche Probleme bestehen bei der Deutung der Bandkeramiker, Glockenbecherkultur, Schnurkeramik und anderer neolithischer Kulturen in Europa.

#### Iranische, kaukasische und mediterrane Gruppe
Iran, Skythen und Kaukasier
Einige islamische Brauchtümer wie die der Derwische, die sich in ihrer Trance in Vögel verwandeln, gehen möglicherweise auf schamanische Ursprünge aus Zentralasien zurück. Im Zoroastrismus finden sich zentrale sibirisch-schamanistische Konzepte wie die Dreiteilung der Welt und die Überschreitung der Brücke zwischen ihnen erhalten, etwa die haarfeine Brücke Ciunvat, deren Überschreiten allerdings Teil eines Totengerichtes ist, das keinen Bezug zum Schamanismus zulässt.

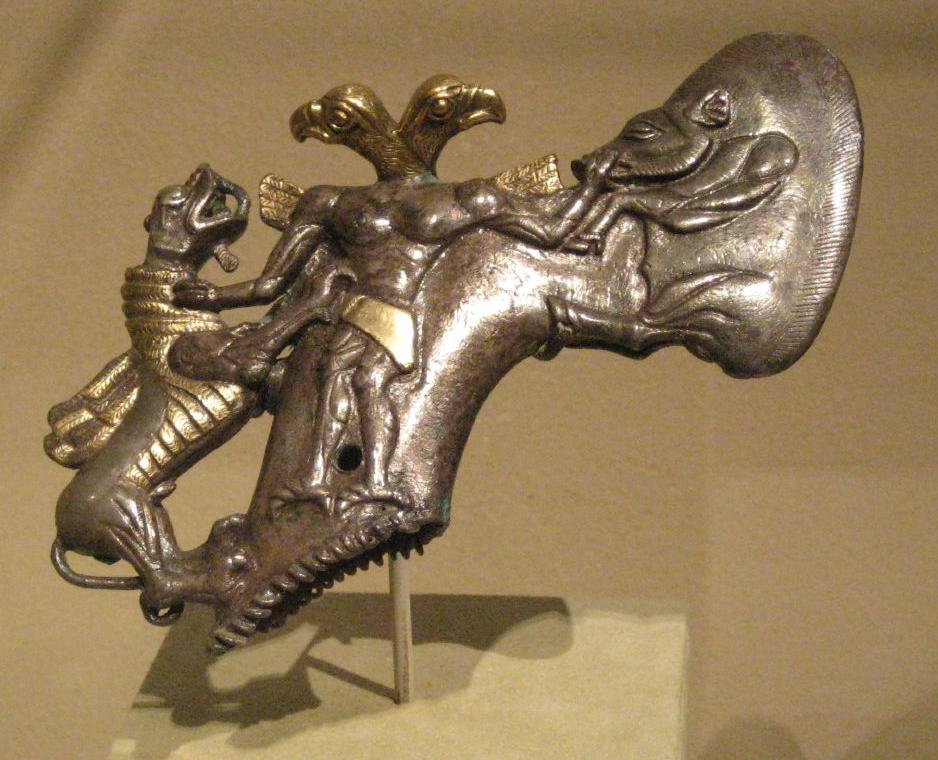
Skythischer Tierstil, Vorderteil einer Axt mit dem Stielloch: ein vogelköpfiger Dämon, ein Eber und eine Drachengestalt; Zentralasien (Baktrien-Margiana), spätes 3. bis frühes 2. Jahrtausend v. Chr.(Metropolitan Museum of Art)

- Von den Skythen berichtet Herodot (Buch VI, 65) ebenfalls, dass sie Hanf für ekstatische Zustände nutzten und dass es transsexuelle Schamanen (Enarer) gab, die Wahrsagerei praktizierten.[49] Eventuelle Zusammenhänge mit der von Marija Gimbutas postulierten, urindoeuropäischen Kurgankultur sind umstritten. Der skythisch-sibirische Tierstil weist zudem aufgrund der archäologischen Befunde der Kurgane aus dem 1. bis 8. nachchristlichen Jahrhundert auf eine enge Verwandtschaft mit den Religionen Sibiriens hin. Der Tierstil mit seinen oft charakteristischen Überzeichnungen ist Ausdruck einer auch im klassischen Schamanismus zentralen theriomorphen Weltbetrachtungsweise. Sie sucht alle Kräfte und Mächte magisch zu erfassen und spiegelt offenbar eher die Gedankenwelt der Jäger wider, weniger der Hirten und keinesfalls die von Bauern. Solche Darstellungen finden sich auf den dortigen Felsbildern sowie bei den Tätowierungen der Mumien. Die allerdings stark griechisch und altorientalisch beeinflussten Mythen gehören zudem dem Polarzyklus an, in dessen Zentrum die mythischen Nordberge stehen, hinter denen eine Art Paradies liegt. Dies ist offenbar Indiz für die Herkunft der Skythen aus dem Osten, wo solche Vorstellungen weit verbreitet waren, wobei offenbar Zusammenhänge mit den altindischen Traditionen bestehen könnten. Auch eine Mythifizierung von Pferden scheint es gegeben zu haben, mit Parallelen zum Pferdekult anderer zentralasiatischer Völker, aber auch der Germanen (Sleipnir) und Kelten (Epona).[50]
- Im Kaukasus haben vor allem die Osseten viele mythologische Traditionen der Skythen bewahrt, etwa den Mythos vom kosmischen Baum. In Georgien spielten Wahrsager und Nekromanten (Totenseelenbegleiter) eine Rolle. Meist waren es Frauen, von denen man glaubte, sie könnten im Trancezustand ihren Körper verlassen, um die Toten zu begleiten. Neben dem Familien- und Sippenkult samt Ahnenkult gab es zudem ältere Relikte eines Schamanentums. Die Chewsuren kannten den Kadagi, der Ekstasesymptome zeigte und von einem Geist berufen wurde. Das Erscheinungsbild ist dem der sibirischen Schamanen sehr ähnlich und besteht zeitweise bis heute, trotz der Verfolgungen durch Christentum, Islam oder Sowjetkommunismus.[51]
- Ähnliche Befunde gibt es für die finno-ugrischen Völker des Ural (siehe unten), ebenfalls mit Ekstase und anderen schamanischen Charakteristika wie den Glauben an Naturgeister, Heil- und Jagdmagie oder einen persönlichen Geist, der die Gestalt eines Vogels annehmen kann, die teils ebenfalls bis heute und trotz des überwölbenden Fruchtbarkeitskultes und der späteren Hochreligionen überlebt haben.[52]
- Der Weltenbaum ist integraler Teil der kosmischen Vorstellungen der altiranischen Religionen, deren Struktur nach den zum Zoroastrismus führenden Reformen Zarathustras erhalten blieb. Dabei wurden sie allerdings mit einem extremen Gut-Böse- bzw. Hell-Dunkel-Antagonismus versehen, der in seinem oppositionellen Dualismus keine Entsprechung im klassischen Schamanismus Sibiriens kennt und über dessen Ursprung man immer noch rätselt. Eine These begründet dazu den Dualismus zwischen Ackerbauern und Viehnomaden, wie er schon in der Kain-Abel-Geschichte oder im Osirismythos seinen Ausdruck findet.[53] Ähnliches gilt für die Eschatologie oder die Bestattungspraxis, die ebenfalls nicht in ein schamanistisches Weltbild passen.

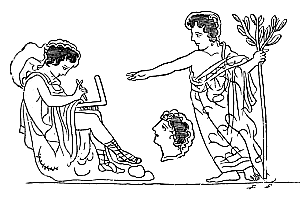
Das abgeschlagene Haupt des Orpheus als Orakel auf Lesbos; Nachzeichnung (1877) eines attischen Vasenmotives des 5. vorchristlichen Jahrhunderts, rechts der Gott Apollo, der seine Arme segnend über das Haupt breitet

Ägäis, Kretisch-minoische Kultur, Griechen
- Kretisch-minoische Kultur: Eine Beziehung zu archaischen Vorstellungen ist schwierig nachzuweisen. Die Einordnung ist zudem wegen der rein archäologischen Beleglage heikel. Hauptindiz ist das Vorkommen von ekstatischen Zuständen während des Opferkultes, der nach Darstellungen auf Siegeln auf eine Pflanze, ein Tier, ein Kultmal oder einen Menschen gerichtet sein konnte. Die Grundstruktur war jedoch wie bei den Griechen später neolithisch-mütterlich geprägt. Diese Kultform wurde später auf Malta mit seiner megalithischen, chthonisch orientierten Kultur bis ins Extrem getrieben. Lebensbaum und Vögel als kultische Boten kamen ebenfalls vor. Sonnen- und Stierkult spielten charakteristischerweise eine Rolle. Kulthandlungen wurden unter anderem auch an natürlichen Orten vorgenommen. Es scheint eine Verwandtschaft zu ägyptischen Jenseits- und Totenvorstellungen mit einem Totengericht zu geben. Die Göttervorstellungen sind unklar und scheinen sich vor allem auf kosmische und natürliche Kräfte bezogen zu haben, aber nicht in personalem Sinn, sondern als Wirkform, ähnlich den numina der frühen Römer (siehe unten).[54]
- Inwieweit sich auf Zypern neolithisch bis bronzezeitlich archaisch-religiöse Reste erhalten hatten, ist unklar, zumal die orientalischen Einflüsse hier stark überwogen.

- Griechen:  Im Gegensatz zur modernen Vorstellung von einer männlich kämpferisch geprägten griechischen Zivilisation zeigten die Griechen schon in vorgeschichtlicher Zeit eine starke Neigung zu weiblich-mütterlichen Gottheiten, wie das für neolithische Kulturen nicht nur des Mittelmeerraumes überhaupt typisch war.[55] Figuren mit einer göttlichen Mutter mit Kind wurden während der gesamten klassischen Periode bis zum Ende des Römischen Reiches verehrt.[56] Eliade sieht angeblich schamanische Komponenten in der altgriechischen Religion, die er jedoch mit großer Zurückhaltung behandelt.[57] Er warnt selbst davor, etwa beim Dionysos-Kult, beim Orakel von Delphi, der apollinischen Mantik oder überhaupt der Orphik Scheinbeziehungen herzustellen, indem man archaische Muster oder Symbole uminterpretiert. Auch die verschiedenen Unterweltfahrten der griechischen Mythologie haben nicht die geringste schamanische Struktur. Dennoch wies die alte griechische Religion eine Reihe archaischer Spuren auf: So gab es etwa Heilkundige, Wahrsager und Ekstatiker, die keine Beziehungen zu Dionysos aufwiesen. Die Thraker scheinen wie die Skythen Hanfrauch für die Trance verwendet zu haben. Der Orpheus-Mythos könnte auf schamanische Praktiken zurückgehen, in erster Linie die Unterweltreise des Orpheus, seine Heilkunst, Liebe zur Musik und zu den Tieren, seine Zaubermittel und Wahrsagekraft. Auch sein Schädel diente als Orakel, ähnlich den Schädeln sibirischer Schamanen. Hermes wiederum zeigt gewisse Ähnlichkeiten mit einem Psychopompos.
- Einen Sonderfall scheinen die Pythagoreer darzustellen, die ab dem Ende des 6. vorchristlichen Jahrhunderts eine eigene kosmische und Seelenlehre mit Seelenwanderung entwickelten, welche dem ekstatischen Kult Thrakiens entstammen könnte.[58]

Etrusker
Die etruskische Religion war vermutlich stark römisch überformt. In ihrem Zentrum stand die Divination im Rahmen einer Kosmologie, in der das Gefüge der Realität göttlichen Mächten untersteht, die deren Ordnung und Vernunftmäßigkeit garantierten. Der Priester/Seher ist in der Lage, diese Ordnung anhand natürlicher Zeichen zu entschlüsseln und potentiellen Störungen entgegenzuwirken. Die etruskische Religion war eine durch prophetisches Wissen vermittelte, äußerst komplexe Offenbarungsreligion. Aussagen über archaische Einflüsse lassen sich nicht treffen.
Römer
Eliade erwähnt die Römer im Zusammenhang mit dem Schamanismus nicht. Im Prinzip gilt bei ihnen dasselbe wie bei den Etruskern und Griechen: Ihre Religion, die aus altitalischen Ursprüngen stammte und bis zur Entstehung des Kaiserkults sehr konservativ bäuerlich geprägt blieb, enthielt zwar ursprünglich archaische Komponenten aus der Zeit der wildbeuterisch lebenden Vorfahren, die jedoch kulturell sekundär überformt wurden. Dennoch sind diese Reste hier, obwohl stark neolithisch bestimmt, vergleichsweise deutlicher als etwa bei den Griechen. Folgende, archaische Züge ausweisende Indizien lassen sich feststellen:
- Charakteristisch für die älteste Form römischer Religion war die auf einer patriarchalisch bestimmten Familien- bzw. Sippenbasis ruhende Verehrung von Natur- und Wirkkräften mit spezieller, eng umschriebener Funktion. die zunächst die Auswirkungen dieser Kräfte bezeichneten und nicht die Kraft selbst.[60] Ihre Zahl war unermesslich; sie wurden mit dem Sammelbegriff numina bezeichnet und bezogen sich auf bäuerliche Aktivitäten. Diese immateriellen Wirkkräfte waren nicht personifiziert, konnten daher nicht untereinander in Personalbeziehung treten und waren keine mythologischen Gestalten, also de facto animistisch geprägt. Die in der Natur sichtbaren göttlichen Zeichen mussten beachtet werden. Sie waren Bestandteil des Fatum, des schicksalhaften Plans der Götter und Kräfte, wie sie vor allem die Etrusker in ihren Libri systematisiert hatten.
- Zahlreiche Götter und Göttinnen übernahmen die Römer von den Griechen und gaben ihnen eigene Namen. Andere Götter übernahmen sie von den Etruskern (z. B. Minerva, Apoll) oder sie personifizierten alte Numina (Mercurius, Vulcanus, Diana, Vesta), die aus dem Sippenkult hervorgegangen waren. Die nur als reinigendes Feuer dargestellte Vesta ist Zeichen einer uralten Feuerverehrung, die auch beim familiären Ahnenkult mit dem Herd als Zentrum eine Rolle spielte, zumal in der Frühzeit Feuerbestattung üblich war, das heißt, der Verstorbene wurde durch das Feuer der Sichtbarkeit entzogen. Auch Brandopfer waren daher üblich.[61] Andere Gottheiten wie Bacchus oder Liber scheinen Überbleibsel eines alt-indoeuropäischen Religionssubstrates oder altitalischer Gottheiten zu sein. All diese Götter wurden sekundär und relativ spät analog den griechischen Mythen miteinander mythologisiert. Erst ab dem 4. Jahrhundert v. Chr. begann man unter griechischem Einfluss mit der Aufstellung von Götterbildern in festen Tempeln, die es seit dem 6. Jahrhundert gab (den ersten volltypischen auf dem Kapitol).[62] Der Aeneas-Mythos als Ursprungssage der Römer ist ein solches Beispiel. Die Römer unterschieden die Dii indigentes. Götter aus dem Lande, von den Dii novensiles, zugewanderte Götter.[63]
- Der Geisterglaube der Römer war ausgeprägt und enthält Merkmale eines Ahnenkultes: Die Larvae oder Lemures, Seelen ohne Angehörige, fürchtete man als Geister der verstorbenen Angehörigen, die man mit Opfern besänftigte. Die Manen (daher der Begriff Manismus) wiederum waren gute Geister. Vesta wachte über dem Herd, Ianus und mehrere andere Schutzgeister über dem Eingang. Penaten und Laren waren Schutzgeister für Vorratskammer und Grundstück. Der Genius wiederum war der persönliche Schutzgeist, der den Menschen durch das ganze Leben begleitete und die Generationen miteinander verband. Der Schutzgeist der Frau war Juno.[64] Es gab überdies örtliche Schutzgeister: genii locorum.
- Ob die altrömische Religion Elemente einen Totemismus enthielt, ist strittig. Die Kapitolinische Wölfin wird hier gerne als Beispiel angeführt sowie totemistische Bräuche bei den anderen italischen Völkern.[65]
- Die Römer vollzogen zwar die Riten für die Ahnen gewissenhaft. Deren Schicksal nach dem Tod war jedoch diffus und wurde später an griechische Vorstellungen mit Hades und Elysion angelehnt.
- Magische Rituale haben bei den Römern im Gegensatz zur Mantik keine große Rolle gespielt, jedenfalls nicht im offiziellen Staatskult. Die an etruskischen Riten und Traditionen orientierten Auguren hingegen bildeten ein sehr einflussreiches Gremium.[66]
- Eigene Tempel gab es zunächst ähnlich den frühen Etruskern keine, nur heilige Stätten, z. B. auf Berggipfeln.
- Einige sehr alte Bräuche wie der „Waldkönig“, die menschliche Verkörperung eines Geistes der als heilig geltenden Eiche in einem der Diana, der alten Herrin der Tiere geweihten Hain, hielten sich bis tief in die Kaiserzeit.[67]

Ekstasetechniken standen nie im Mittelpunkt der römischen Religion. Die Mysterienkulte der Bakchen, der Orphik oder der Dionysien stammten aus dem orientalischen und hellenistischen Bereich, traten erst während der Kaiserzeit in den Vordergrund und dürften eher auf den neolithischen Kult der Magna Mater zurückzuführen sein.
All diese Indizien zeigen besonders deutlich die in der römischen Religion sehr gut bezeugten Transformationen innerhalb religiöser Entwicklungen von uralten Formen bis hin zu jüngeren, vor allem in Abhängigkeit zur Gesellschafts- und Wirtschaftsform, zumal sich im Falle Roms diese Entwicklungslinien mit griechischen und orientalischen Einflüssen etwa des Mithraskults bis hin zum spätrömischen Atheismus und Christentum weiterverfolgen lassen.

#### West-, nord- und osteuropäische Gruppe
Die Völker dieser Gruppe haben, wenn überhaupt, meist erst gegen Ende der Antike und im Frühmittelalter Staaten gebildet. Häufig waren sie außerdem schriftlos. Es gab zwar innerhalb der Großgruppen stammesübergreifende Kultgemeinschaften, doch keine systematisierten Religionen. Allerdings finden sich bei ihnen, sofern überliefert (wobei die Berichterstatter meist Römer und Griechen waren, die jene Völker als kulturlose Barbaren betrachteten), teils noch sehr alte religiöse Vorstellungen auf indoeuropäischem Hintergrund.
Kelten
Die von den Römern Gallier genannten Kelten, ein Volk unbekannter Herkunft, das abgesehen von kleinen Herrschaftsbereichen einzelner Stammesfürsten (z. B. Hochdorf, Vix) nie einen eigentlichen Staat ausbildete und nur als Sprach- und Kultgemeinschaft auftrat, breiteten sich zwischen dem zweiten vorchristlichen Jahrtausend und dem ersten vorchristlichen Jahrhundert über ganz Europa aus. Die endneolithische Glockenbecherkultur und die bronzezeitlichen Urnenfelderkultur und Hügelgräberkultur werden mit ihnen in Verbindung gebracht. Der erste archäologische Nachweis findet sich in der bereits eisenzeitlichen Hallstattzeit um 700 v. Chr. später in der Latènezeit. Kelten, Slawen und Germanen haben wie die anderen indoeuropäischen Völker viele religiöse Züge gemeinsam, so dass sie hier als nichtmediterrane Kulturkomplexe nacheinander behandelt werden. Kulturell und sozial heben sich die Kelten allerdings durch eine komplexere Struktur von den Germanen und Slawen ab.
Die Quellen zur keltischen Religion sind wie die zur etruskischen Religion ähnlich diffus und via antiker Berichterstatter deformiert (z. B. VI. Buch von Caesars Commentarii de bello Gallico, Diodor, Strabo und Poseidonios). Hier sind jedoch archäologische Funde häufiger. Die Religion der Kelten, die mündlich überliefert wurde, lässt sich in ihren Grundzügen wie folgt zusammenfassen:
- Die Religion der Kelten spiegelt ihre aristokratische und kriegerische Sippen- und Stammesordnung wider.
- Die Kelten glaubten an ein Leben nach dem Tod. wenn auch nicht an eine pythagoreische Seelenwanderung. In der Anderwelt waren die Grenzen zwischen Diesseits und Jenseits durchlässig, so dass man mit Hilfe von Magie jederzeit von der einen auf die andere Seite wechseln konnte. Dieses Jenseits, unter der Erde, unter Wasser oder auf Inseln, war ein realer, geheimnisvoller Ort ohne Tod, Winter und Arbeit. Götter, Geister und Feen wohnten dort in ewiger Jugend und riefen gelegentlich bei Problemen Menschen zu Hilfe.
- Es gab die Vorstellung vom Weltenbaum bzw. Weltenbäumen, die das Firmament stützen.
- Zu den zahlreichen weiblichen Gottheiten mit unterschiedlichen Funktionen zählte eine Große Mutter als Zeichen eines Fruchtbarkeitkultes. Das Land wurde als weiblich betrachtet.
- Es gab die Vorstellung einer göttlichen Dreieinigkeit. also einer göttlichen Wesenheit in drei Manifestationen. Darin spiegelt sich möglicherweise die Dreiklassenstruktur der frühen indoeuropäischen Gesellschaft (Priester, Krieger, Bauern/Hirten). Auch eine weibliche Göttinnentrias gab es.
- Ursprünglich lebten Götter und Menschen in derselben Welt. Auch später durchdrangen sich diese Welten gegenseitig. Götter wurden erst unter griechisch-römischem Einfluss anthropomorph. Sie waren zunächst gestaltlose, als Ahnengötter verstandene Geistwesen[74] in Seen, Wäldern, Bäumen, Flüssen und Naturphänomenen. Diese möglicherweise sehr alte indoeuropäische Vorstellung kannten auch die frühen Griechen und Römer, Etrusker, Germanen und Slawen, mit denen die Kelten zudem die mythische Bedeutung des Wassers teilten.[75]
- Der Gott Lugh, ein Kulturheroe, der von antiken Autoren als „Mercurius“ geführt wird, gilt wie Wotan der germanischen Mythologie als der Große Schamane.[76]
- Der geweihtragende Gott Cernunnos, einer der zoomorphen keltischen Götter, der große Ähnlichkeit mit dem indischen Gott Shiva hat,[77] galt als Herr der Tiere und wurde am meisten verehrt. Gleichzeitig war er ein Vegetationsgott, der zur Sommersonnenwende starb und zu Samhain wiedergeboren wurde („Wilde Jagd“, Halloween).
- Druiden (der Name bedeutet „die die Eiche kennen“), waren als Berufspriester mit meist aristokratischer Abstammung die geistig-religiöse Führungsschicht. Ihr Wissen hielten sie geheim. Sie waren Opferpriester, Wahrsager, Heilkundige und Hüter geheimer Kenntnisse. Viele Wissenschaftler glauben, dass die hinduistischen Brahmanen und die keltischen Druiden jeweils Reste eines gemeinindoeuropäischen Priestertums sind.[78] Zwei weitere religiöse Funktionsträger gab es neben ihnen: die Vates (Seher) und die Barden. Es gab offenbar Menschenopfer.[79]
- Eiche und Eibe waren heilig und galten als Orakelbäume. Die bis heute in den angelsächsischen Ländern lebendige Magie der Misteln im dortigen Brauchtum geht auf diese Ursprünge zurück.[80]
- Es gab wie bei anderen indoeuropäischen Völkern einen Pferdekult mit einer Göttin Epona.

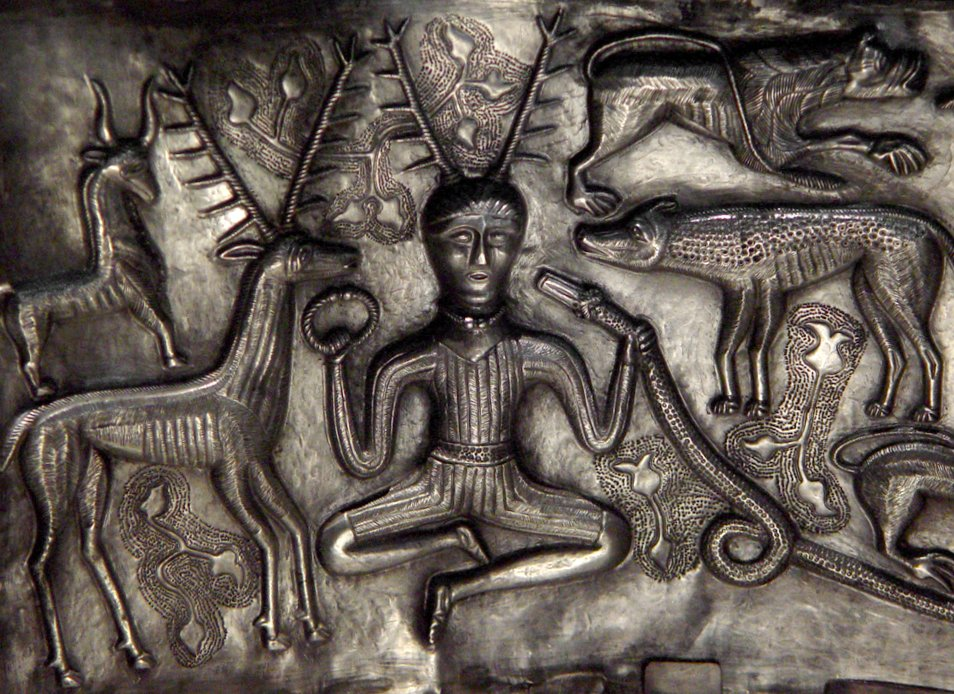
Kessel von Gundestrup, gehörnte Cernunnus-Gestalt im Yoga-Sitz

- Vor dem Eintreffen der Römer gab es keine Tempel, sondern nur heilige Orte: vor allem Wälder und Haine, aber auch Seen, Bäume, Quellen usw. Alle indoeuropäischen Religionen teilen diese Vorstellung in ihrer Frühform.

Jenseits der griechisch-römischen Synkretismen finden sich hier derart viele direkt Elemente in den Ritualen, wie sie den sibirischen Schamanismus kennzeichnen, dass man wie für die germanischen und slawischen Kulte annehmen kann, dass sie – wenigstens in der Frühform – als zumindest randständig davon beeinflusst wurden. Das bestätigt Herodot, dessen einschlägige Darstellungen sich inzwischen in anderen Fällen als weitgehend korrekt erwiesen haben. Er schrieb, die Skythen und ihre Nachbarvölker – wozu auch die Kelten gehörten – sich durch Geisterbeschwörer leiten ließen, die oft aus Scham, dass sie nicht im Kampfe gefallen seien, das Geschlecht wechselten. Darstellungen auf dem Kessel von Gundestrup, der die gehörnte Figur des Cernunnus zeigt, enthalten Szenen, die von einigen Autoren schamanisch interpretiert werden, zumal ähnliche Figuren aus Moldawien und dem Donezbecken überliefert sind. Auch viele keltische Dichtungen beschäftigen sich mit solchen Motiven, etwa mit dem Körperwechsel oder tierischem Bewusstsein.
Germanen

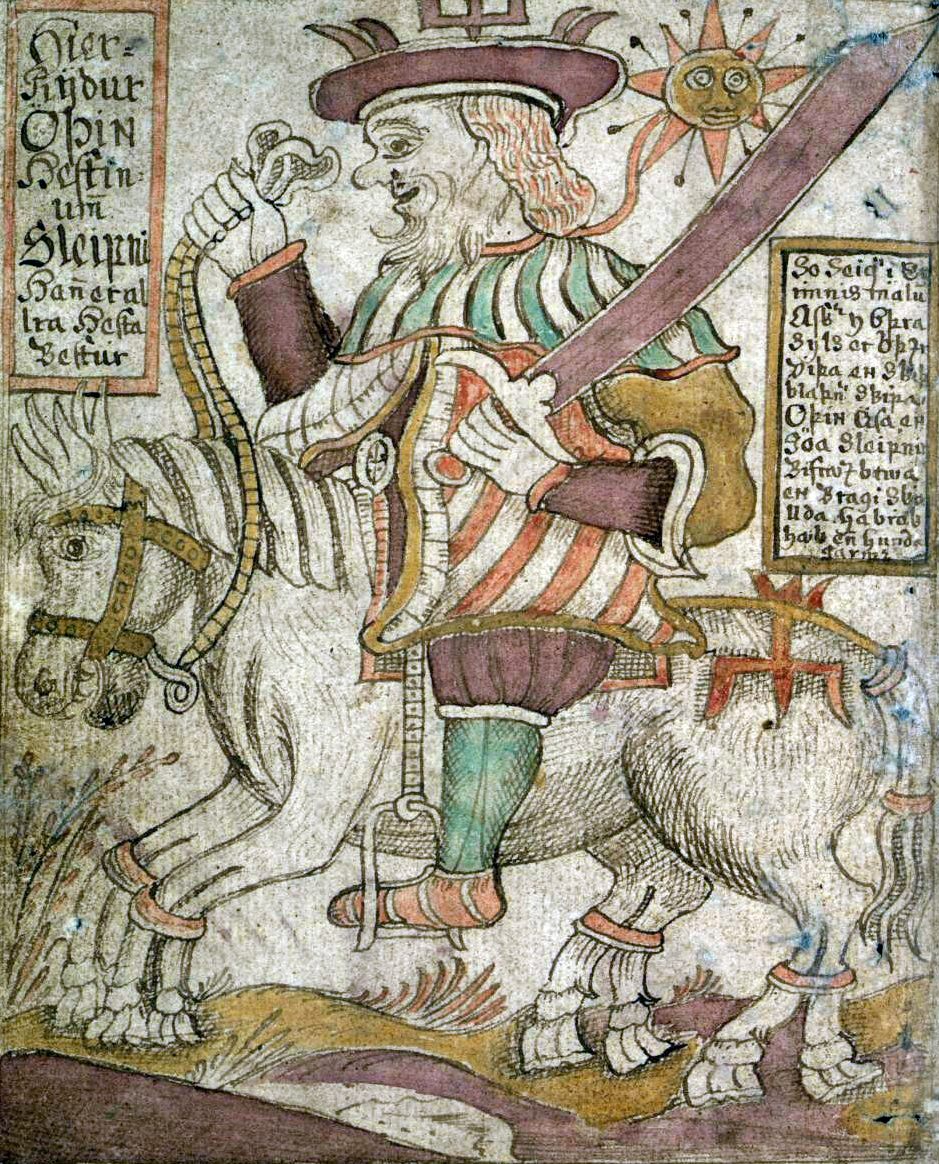
Wotan, der „Große Schamane“, auf seinem achtbeinigen Geisterpferd Sleipnir (aus dem isländischen Manuskript SÁM 66 des 18. Jahrhunderts)

Von Germanen spricht man frühestens ab der Bronzezeit, die in Norddeutschland und Skandinavien etwa um 1600 v. Chr. begann, nachdem der Übergang von der Jagd zur Landwirtschaft um ca. 3000 v. Chr. stattgefunden hatte. Spätestens ab 500 v. Chr. wurden die Germanen zu einer sprachlich und kulturell eigenständigen Gruppe. Aufgrund der ethnischen und geographischen Unterschiede der germanischen Stämme und der Einflüsse durch Kelten, Römer und das Christentum lässt sich allerdings nur sehr bedingt von einer altgermanischen Religion schlechthin sprechen, zumal wenn man die verschiedenen historischen Entwicklungen innerhalb der germanischen Völker mit berücksichtigt. Die Quellen sind ähnlich heterogen wie bei den Kelten (und Slawen), allerdings weit umfangreicher, obwohl unsere Kenntnisse zur germanischen Religion fast ausschließlich isländischen Quellen entstammen. Dennoch sind nicht nur auf den zahlreichen skandinavischen Felsbildern Spuren eines archaischen Totemismus und Animismus festzustellen. Es handelt sich dabei vor allem um folgende Indizien:
- Die Namen der Stämme sind häufig von Tieren abgeleitet (Cherusker etwa von heruz, „junger Hirsch“ oder „Eber“, bei den Eburonen). Die Abstammungsmythen der Stämme, etwa Abstammung von Bäumen, weisen in dieselbe Richtung. Es gab Stammesgötter.
- Verehrung heiliger Tiere wie Wolf, Rabe oder Eber
- Glaube an zahlreiche Naturgeister wie Elfen, Trolle, Wassergeister usw.
- Magische Gebräuche waren weit verbreitet, ebenso der Glaube an Zauberei, Heilmagie, Amulette, desgleichen der Glaube an die Wahrsagekunst.
- Die Götter waren meist personifizierte Naturerscheinungen der Vegetation oder der Fruchtbarkeit bzw. des Ackerbaus, wie Donner und Blitz, Feuer, Schnee usw. Die Neigung zur Personifizierung der Natur war insgesamt sehr ausgeprägt. Reste finden sich im Brauchtum bis heute (Frau Holle, Knecht Ruprecht, Gespenster, Wechselbälge, Trolle, Elfen, Feen, Nixen, Rübezahl usw.). Sprachlich bemerkenswert ist dabei, dass die meisten germanischen Götternamen sächlichen Geschlechts sind und nur im Plural gebraucht wurden.[86] Zudem stehen die kriegerischen Asen den Wanen als Fruchtbarkeitsgötter gegenüber. Dies ist möglicherweise ein Indikator eines kulturellen Übergangs, worauf der Wanenkrieg zwischen beiden Göttergeschlechtern hinweisen könnte.
- Die Welt der Toten war ein unfreundlicher Ort in der Unterwelt, regiert von Hel. Man fürchtete ihre Wiederkehr. Allerdings umfasste die Sippe alle Lebenden wie Toten in einer unauflöslichen Gemeinschaft, worin jedoch nur ihr Andenken, die Erinnerung an ihre guten und bösen Taten enthalten war. Die germanische Religion ist in diesem Punkte aber recht widersprüchlich. Die Bestattungsform wandelte sich ab 1200 v. Chr. von der Körperbestattung mit teils gewaltigen Grabhügeln und reichen Grabbeigaben zur eher kargen Urnenbestattung. Ab dem ersten vorchristlichen Jahrhundert kam dann die Körperbestattung wieder auf.[87]
- Es gab einen Weltenbaum. die Weltesche Yggdrasil. Die Kosmologie ist im Prinzip dreiteilig: Asgard, die Welt der Götter, Midgard, die von der Midgardschlange umgebene Welt der Menschen und die Unterwelt der Toten.
- Es gibt Mythen mit Unterweltsreisen (z. B. Rückholung Baldurs). Auch die von den Walküren begleitete Jenseitsreise der gefallenen Helden nach Walhall gehört wohl in dieses Muster.
- Spakonas bzw. Seiðkonas waren Wahrsagerinnen mit charakteristischer Zeremonialtracht und Zeremonialstab, die in Trance verfielen, dabei ihren Körper verließen und in Tiergestalt umherwanderten.
- Der ekstatische Tod des Kriegers (Berserker) enthält schamanische Züge. Berserker wurde man nach einem Initiationskampf. Der Name Wotan bedeutet Wut und weist in dieselbe Richtung.
- Der Gott Loki kann die Gestalt wechseln und als Tier umherstreifen. Er hat starke magische Fähigkeiten und ähnelt als Feuergott dem griechischen Prometheus, ist also ein Kulturheros.
- Odin – der allerdings nur im skandinavischen Bereich eine bedeutende Rolle spielte – gilt als der „Große Schamane“.[88] In dieser Gestalt finden sich die meisten Indizien für einen germanischen Schamanismus:
  - Die neuntägige Aufhängung Odins an der Weltesche kann als schamanischer Initiationsritus gedeutet werden, wie es ihn auch bei sibirischen Schamanen gab.
  - Sein Pferd Sleipnir hat acht Beine, wie die Schamanenpferde in anderen Kulturen, wo sie stets zusammen mit ekstatischen Riten vorkommen. Es trägt Odin und andere Götter in die Unterwelt, ist also ein Schutzgeist bei einer Jenseitsreise.
  - Odin ist (wie Zeus) in der Lage, seine Gestalt zu wechseln und als Tier durch die Welt zu ziehen, während sein Körper irgendwo ruht.
  - Seine Hilfsgeister sind zwei Vögel (Raben).
  - Odin fungiert als Totenbeschwörer und Wahrsager. Das Motiv des weissagenden Hauptes (Mimir) ähnelt dem des Orpheus.

Neolithischer Schamanismus kann bei den Protogermanen aufgrund von Felsbildern aus dem 5. vorchristlichen Jahrtausend etwa in Norwegen angenommen werden. Von allen anderen Religionen dieses kulturellen Großraumes zeigt die germanische das stärkste Beharrungsvermögen, so dass noch zahlreiche archaische Elemente lange weitergeführt wurden. Die germanische Religion beruht zwar auf ähnlichen Quellen wie andere indoeuropäische Religionen, ist jedoch unter archaischen Gesichtspunkt ein hochkomplexes Konglomerat aus recht unterschiedlichen Quellen und Traditionen von jägerischen bis zu bäuerlichen Gesellschaften und solchen von Hirtennomaden. Schamanismus war nicht zentral, sondern wie bei den Kelten randständig und nur noch in mythologischen und Brauchtumsresten präsent. Er zeigt aber, wo vorhanden, ein völlig anderes und teilweise archaischeres Bild als etwa bei den Kelten.
Slawen
Die Urslawen sind archäologisch bereits im zweiten vorchristlichen Jahrtausend nachweisbar. Bei Herodot erscheinen sie erstmals im 5. Jahrhundert v. Chr. in der geschriebenen Geschichte unter dem Namen Neuren, einem Volk, das am Oberlauf des Dnjestr siedelte. Diese Proto-Slawen hatten im Norden Kontakt mit den Proto-Balten, im Osten zu den Finnen, im Nordwesten zu den Germanen. Mit all diesen Völkern gab es religiöse Wechselwirkungen. Besondere Bedeutung hatte jedoch der Kontakt mit den iranischen Stämmen, vor allem Skythen und Sarmaten, von denen sie die Vergötterung von Sonne und Feuer übernahmen, dazu später wohl auch den Dualismus des Manichäismus.
Religion und Mythologie der Slawen sind außerordentlich vielfältig. Jeder Stamm besaß seine eigenen Mythen und Götter im Rahmen einer patriarchalischen Sippenordnung. Ihre Überlieferung ist allerdings eher verschwommen und von zunächst bäuerlichen, später zahlreichen christlichen Einflüssen und noch später von nationalen und romantischen Verzerrungen überlagert. Zu mutmaßlich vorhandenen archaischen Resten gibt es folgende Indizien:
- Leben war in der altslawischen Mythologie eine universale Einheit, die von unsichtbaren Kräften bestimmt wurde. Dies sind im Kern animistische Vorstellungen.[93] denn auch unbewegliche Dinge waren vernunftbegabt. Bäume und Tiere konnten als Ahnen verehrt werden. Die Vielzahl der meist lokalen Götter sind nach demselben animistischen Grundmuster gebildet und vermutliche Varianten einer einzigen Gottheit. Ihre Namen bedeuten bestimmte Eigenschaften wie Energie (Svantovit), Wut (Iarovit), Macht (Porevit) oder Brunst (Rujevit). Sie haben jeweils mehrere Gesichter, eine Vorstellung, die es auch bei anderen indoeuropäischen und finno-ugrischen Völkern gibt.
- Der Gott Svantovit, Gott der Fruchtbarkeit und des Schicksales besitzt ein magisches Pferd, das weissagen kann.
- Manche Tiere waren Totemtiere. und man hielt sie für Repräsentanzen übernatürlicher Wesen. Jeder slawische Klan hatte ein solches Ahnentotem.
- Der Lebensbaum nahm eine zentrale Stellung in der Kosmologie ein, und manche Bäume bildeten den Mittelpunkt eines heiligen Bereiches. Diese Bäume wurden als Aufenthaltsort von Seelen angesehen.
- Begräbnisbräuche sowie der Ahnenkult der Sippen nahmen eine zentrale Stellung ein, denn man glaubte an ein Leben nach dem Tode. Vor allem der Ahnenkult bestimmte praktisch alle Aspekte der slawischen Religion. Die Seelen gingen in ein fernes Land irgendwo unter der Erde. In einer bestimmten Ecke jeder Hütte gab es einen Platz für die Seelen der Ahnen. Später wurden daraus Hausgötter, die Haus und Herd beschützten. Man unterschied zwischen reinen und unreinen, vorzeitig gestorbenen Toten. Letztere waren gefürchtet, und man versuchte, sie schon beim Begräbnis unschädlich zu machen. Falls sie nicht beerdigt waren, wurden sie zu Vampiren. Es wurden zahlreiche Ahnenfeste gefeiert, in denen die Toten zu Gast gebeten wurden.
- Es gab den Glauben an einen fernen, gefürchteten Hochgott (Svarog). Er war Gott des Feuers, Zauberer und Seher. Ihm wurden Opfer dargebracht, auch Menschenopfer.
- Es gab zahlreiche gute und böse Geister. neben den Hausgeistern und Naturgeister, insbesondere des Waldes, dazu Wasser-, Berg- und Feldgeister, die Wilas, sowie Dämonen und Hexen. Bis heute bekannt sind die Hexe Baba Jaga, der böse Unsterbliche Koschtschei und der Wassergeist Rusálka.
- Von besonderer Bedeutung ist hier der Geist des Waldes, leshy, nach Eliade eine Repräsentanz des Herrn der Tiere, der später zum Schutzherrn der Herden mutierte.[94]
- Heilmagie war verbreitet. Dabei wurde die Krankheit als böser Geist personifiziert, der vom Heilmagier vertrieben werden musste. Wahrsagerei war ebenfalls im Volk bis in die jüngste Zeit geläufig.
- Träger der internen Rituale waren wahrscheinlich die Sippen- und Familienoberhäupter. Der öffentliche Kult lag aber wohl in den Händen von eigens berufenen wolchw. Ob es sich bei diesen Akteuren jedoch um einfache Zauberer, Schamanen oder gar Götterpriester handelte, ist unklar.[95]
- Kultorte. etwa Opferstätten, waren meist natürliche Orte. Es gab wohl auch feste Heiligtümer und Götterbilder.

Hinweise auf schamanische Praktiken sind vager als etwa bei den Kelten und Germanen. Das beruht jedoch eher auf der problematischen, weil spät und christlich stark überformten Überlieferungslage und der Heterogenität der slawischen Volksgruppen sowie ihrem relativ späten Auftreten als historisch wahrnehmbare Völker und Staaten. Zudem nahmen sie im Verlaufe ihrer ausgedehnten Wanderzüge durch ganz West, Nord- und Südeuropa und bis tief nach Mitteleuropa hinein aus jeweils benachbarten Völkern und Kulturen zahlreiche externe Einflüsse auf. Schon von der Kultur her sind schamanische Elemente in der ohnehin extrem konservativen slawischen Religion als wahrscheinlich anzunehmen, selbst wenn sichere Hinweise auf Ekstasebräuche und Ähnliches fehlen, was auch an der teils rabiaten Verfolgung heidnischer Bräuche etwa durch die Waräger, später die orthodoxe Kirche, schließlich vor allem in den 1930er-Jahren durch den Sowjetkommunismus liegen dürfte.

### Präkolumbianische Religionen
Im Gegensatz zu den Autoren eines universellen Schamanismus wird dieser Begriff für die präkolumbianischen Religionen von den meisten Ethnologen nicht verwendet. Müller etwa verneint ihn, Zumindest die Existenz verschiedener spiritueller Spezialisten und Heiler ist im gesamten meso- und südamerikanischen Bereich traditioneller Teil der Kulturen. Eliade weist darauf hin, dass bereits die ersten, aus Nordasien kommenden jungpaläolithischen Einwanderer, die irgendwann ab ca. 18.000 B. P. oder auch später den amerikanischen Kontinent besiedelten, eine Urform des sibirischen Schamanismus mitgebracht haben dürften, wie diverse Ähnlichkeiten nahelegen. Dabei fällt vor allem die archaische Struktur der südamerikanischen Schamanentümer auf. Auf jeden Fall präsentiert sich wie in ähnlichen Fällen eine von jägerlichen wie bäuerlichen Elementen durchsetzte, stark konservative Volksreligion. über die sich zu Zeiten der machtpolitischen Entfaltung eine auch schichtspezifisch und ständisch charakterisierbare Hochreligion erhob, in der die archaischen Elemente stark zurückgewichen waren.
Unter der Vielfalt der nicht mehr existierenden präkolumbianischen Hochreligionen seien hier nur die drei wichtigsten genannt: die der Mayas, Azteken und Inkas. Über die mesoamerikanischen Olmeken, Tolteken, Mixteken oder die andinen wie Chavín de Huántar, Paracas, Nazca, Moche oder Chimu ist kaum mehr bekannt, als dass sie denen der drei genannten Hochkulturen relativ ähnlich waren und häufig deren Vorstadien darstellten. Wesentliche Varianten werden jedoch kurz genannt, sofern sie für archaische Bezüge relevant sind.

#### Mesoamerika

Politische Situation vor Ankunft der Spanier: Tributstaaten der von Tenochtitlan angeführten Dreierallianz

Die mesoamerikanischen Hochreligionen sind sich in ihren Grundstrukturen trotz abweichender Götterpantheons relativ ähnlich. Die Quellen, vor allem Texte, sind wegen der Zerstörungen durch die spanischen Eroberer und Missionare spärlich, und man ist bei der Deutung weitgehend auf sekundäre spanische Berichte und archäologische Funde angewiesen.
Folgende Gruppierungen ergeben sich historisch und regional (Zeitangaben mit Unsicherheiten):
- Olmeken (1500 v. Chr.–400 v. Chr.), Totonaken (ca. 700–1460 n. Chr.), Huaxteken (ab ca. 300 n. Chr. – ?) (Golfküste),
- Zapoteken bzw. Monte Albán (1500 v. Chr.–900 n. Chr.), Tarasken (?–1530), Mixteken (7.–12. Jahrhundert) (Pazifikküste),
- Izapa-Kultur (ca. 400 v. Chr.–300 n. Chr.); Maya (250–900 n. Chr.) (Yucatan und Guatemala)
- Teotihuacán (100–650 n. Chr.), Tolteken (10.–12. Jahrhundert), Chichimeken (7.–12. Jahrhundert), Tepaneken (12.–15. Jahrhundert), Azteken (14.–16. Jahrhundert)(Zentralmexiko: Mesa Central)

Dies waren die wichtigsten Völker, die vor allem regional und zu unterschiedlichen Zeiten dominierten. Von den meisten besitzen wir allerdings nur fragmentarische und ausschließlich archäologische Kenntnisse, lediglich Mayas und Azteken sind durch eigene schriftliche Zeugnisse genauer belegt. Die Wechselwirkungen all dieser Kulturen sind jedoch so komplex und teilweise auch ungeklärt, dass hier auf eine Trennung der Kulturbereiche verzichtet wird.
Für den historischen und geographischen Gesamtkomplex Mesoamerikas, der bis in den Norden Südamerikas ausstrahlte, ergeben sich zur Existenz archaisch-religiöser Elemente folgende Indizien:
- In den zahlreichen rezenten Kulturen Mittelamerikas, etwa der Mayas, praktizieren bis heute Medizinmänner. Begünstigt durch das natürliche Vorkommen vieler halluzinogener Pflanzen werden dabei auch Trance und Heilmagie eingesetzt.[101]
- Viele Göttergestalten – das Pantheon der Azteken wird von einer ungeheuren Zahl von Götter bevölkert, die überdies in verschiedenen Aspekten auftreten – tragen trotz ihrer Funktion als bäuerliche Vegetationsgötter totemistische Züge oder sind Personifikationen von Naturkräften:[102] Der sehr alte, anthropomorph dargestellte Gott Quetzalcoatl/Kukulcan (beide „Gefiederte Schlange“) war vermutlich ein Kulturheros; Tezcatlipoca („Rauchender Spiegel“) war ein Magier und wurde als Verderben bringend angesehen, Huitzilopochtli („Kolibri zur Linken“) war eine Art Kolibritotem; Cinteotl war die Maisinkarnation; dazu gab es Itzamná („Leguan-Haus“), Yum Kaax („Herr des Waldes“) usw. Es gab Regen-, Feuer-, Sonnen, Erdbeben- und (besonders wichtig) Maisgötter. Vergöttlicht wurden vor allem Naturgewalten innerhalb eines dualistischen Systems, das aber nicht ethisch wertend angelegt war, sondern in seiner Charakteristik als günstig/ungünstig für den Menschen, also utilitaristisch.[103]
- Viele dieser Götter waren ursprünglich Stammesgötter. um die sich dann später in den Städten ein hierarchischer Staatskult mitsamt Priesterkaste ausbildete. Für das gemeine Volk waren jedoch die Priester von Lokalgöttern sowie Heiler, Wahrsager, Geisterbeschwörer usw. bedeutender.[104]
- Der schon bei den Olmeken nachweisbare Mythos vom Jaguarmann ist in ganz Mittelamerika und im Norden Südamerikas verbreitet. Er trägt Züge eines machtvollen Schutzgeistes, dessen Maske dann später von den Herrschern getragen wurde. Die olmekischen Kolossalköpfe mit ihren katzenartigen Zügen werden als Jaguarschamanen gedeutet.[105]
- Die Motive der Schlange und des Vogels gehören zu den ältesten in Mesoamerika und werden häufig zur Federschlange vereint, deren Kult vermutlich aus Teotihuacan stammt. Die zwanzig aztekischen Tageszeichen werden fast alle durch Tiersymbole ausgedrückt.
- Es gab die Vorstellung von Naguals, persönlichen Alter-Ego-Schutzgeistern für jeden Menschen, die als seine Doppelgänger in Tiergestalt im Wald lebten. Starb dieses Tier, starb auch der Mensch.(siehe auch Nagualismus)
- Das kosmische System der Mayas war dreiteilig mit Erde, Götterwelt und Unterwelt (und hat damit Ähnlichkeit mit der christlichen Kosmologie). Verbunden war das System bei den Mayas durch einen Weltenbaum mit dem Hauptsymbol der Schlange. Himmel und Unterwelt waren in jeweils 13 bzw. 9 Ebenen unterteilt. Darüber gab es bei den Mayas die Vorstellung von einem Hochgott, dem allgegenwärtigen Hunabku.[106] Die berühmteste Darstellung dieser Kosmologie findet sich in Palenque am Sarkophag des Königs Pacal.[107]
- Bei den Azteken gab es die Vorstellung von Schutzpatronen. zu denen spezielle Priester (teomama) Verbindung hielten, indem sie durch Visionen und Träume deren Willen erkundeten.[108]
- Ausgeprägte Jenseitsvorstellungen beschrieben das Weiterleben nach dem Tode in bestimmten Regionen des Jenseits. Die Einstufung hing aber nicht von der Lebensführung ab, sondern von der Todesart.[109]

Wie in zahlreichen anderen alten Religionen gab es in Mittelamerika neben der hochkomplexen und abstrakten Religion der städtischen Elite mit ihren elaborierten Riten und mächtigen aristokratischen Priesterkasten eine beständige, vor allem an Fruchtbarkeitsvorstellungen wie die chac genannten Geister orientierten Volksreligion. Obwohl davon wenig überliefert ist, haben sich Teile davon synkretistisch mit dem Christentum bis heute erhalten. Die Herrenreligion ging mit der Eroberung durch die Spanier unter. Die Volksreligion blieb, lebte unter einem dünnen katholischen Firnis fort und verschmolz teilweise in der Kosmologie und Eschatologie die alten Glaubensvorstellungen mit den neuen.

#### Andine Religionen
Bei den andinen Religionen stellen sich die äußeren Verhältnisse und Entstehungsbedingungen ganz ähnlich dar wie bei den mesoamerikanischen: Einige regionale Kulturen bestanden teils nebeneinander oder folgten aufeinander, wurden erobert oder verschmolzen ineinander. Am Ende stand der mächtige, vor allem von der Sonne bestimmte Staatskult der Inkas.
Folgende Gruppierungen ergeben sich historisch und regional (nur die wesentlichen sind genannt, es gab weitere, etwa um den Titicacasee wie Tiwanaku). Bis auf die Inkas sind all diese Kulturräume nur archäologisch erschlossen, etwa über die Keramikstile. Die Knotenschrift Quipu der Inkas war die einzige Schrift im andinen Raum:
- Chavín de Huántar, eine kleine Kultur in der östlichen Andenkette, die ihre Blüte zwischen 850 und 200 v. Chr. erlebte.
- Paracas auf der gleichnamigen Halbinsel an der Küste Südperus etwa in der zweiten Hälfte des ersten vorchristlichen Jahrtausends ab ca. 700 v. Chr.
- Nazca an der Südküste Perus 370 v. Chr. bis 700 n. Chr. Die berühmten Scharrbilder entstanden in der Endphase und sind gut 1000 Jahre alt.
- Moche an der Nordküste Perus als Nachfolger des Chavin-Stils ab der Zeitenwende bis etwa 600 n. Chr.
- Chimu, ein Königreich an der nordperuanischen Küste etwa zwischen 1250 und 1470 n. Chr., als es von den Inkas erobert wurde.
- Inka, das eigentliche Großreich der Anden etwa zwischen dem 13. und 16. Jahrhundert, umfasste etwa das Gebiet des heutigen Perus, übte aber Einfluss bis nach Ecuador, Chile und Argentinien aus. Über seine Religion ist am meisten bekannt. Das Inka-Reich soll daher im Zentrum der Betrachtungen stehen.

Folgende Indizien für archaische Substrate bei den Inkas ergeben sich:
- Der Steinkult an heiligen Steinen, an denen man bestimmte Rituale zelebrierte.[114]
- Der Kult um den Jaguarmann. Das Jaguarmotiv tritt bereits im Chavin- und Mochiastil vermehrt auf. Bei den Mochia scheint er sogar Hauptgott gewesen zu sein. Vermutlich haben sich die mesoamerikanischen und andinen Hochkulturen gegenseitig kulturell beeinflusst, zumal der Jaguar im Andenraum nicht vorkommt. Es wird daher vermutet, seine Träger könnten aus dem Amazonasgebiet gekommen sein oder mit den Olmeken engen Kontakt gehabt haben.[115]
- Orakel standen im Zentrum der Inkareligion und bestimmten das gesamte öffentliche und private Leben.
- Unterhalb des Sonnenkultes gab es ältere Regionalkulte um einzelne Götter wie den Schöpfergott Viracocha (Vater der Sonne) und Kulturheroen, in denen offenbar Relikte eines Totemismus zu sehen sind. Jede Gegend hatte ihren Gott in Gestalt eines Tieres, Baumes, Steines usw. Vor allem Tiergottheiten wie Kondor, Puma, Schlange oder Fisch waren ausgeprägt.[116] Die mythischen, meist tierischen Scharrfiguren von Nazca, vor allem Vögel, weisen ebenfalls in diese Richtung. Auch eine Vogelmensch ist dargestellt.[117] Anthropomorphe Darstellungen in den andinen Kulturen sind sehr häufig.[118]
- Es gab in diesen Regionalkulten einen ausgeprägten Ahnenkult mit der Verehrung der Sippenahnen. Verehrt wurden heilige Stätten, an denen die Ahnen des Stammes der Erde entstiegen waren. Jeder Ahne hatte stets ein lebendes, mit Tabu belegtes Pendant. Verstorbene Führer wurden mumifiziert und so verehrt, als seien sie noch am Leben, das heißt, man nahm die Mumien überallhin mit.
- Der Jenseitsglaube umfasst die Vorstellung einer schmalen Brücke, über die der Verstorbene ins Jenseits wandelte.
- Verehrt wurden auch die huaca genannten Ahnengeister. Huaca war auch die allgemeine Bezeichnung für alle übernatürlichen Kräfte oder Wesen, die mit materiellen Gegenständen verbunden waren und einen lokalen Wirkungskreis hatten, also Berge, Bäume, Flüsse, Seen, mythische Orte usw.[119]
- Die Kosmologie war dreistufig. Die Welt entstand jedoch weniger durch eine Schöpfung als vielmehr durch Ordnen und Gestalten aus bereits Vorhandenem. Die drei Weltebenen waren durch eine Achse verbunden. Die Einhaltung der Riten war essentiell für die Stabilität der Welt.[120]
- Die religiösen Zeremonien fanden nicht in den Tempeln, die meistens als priesterliche Wohnstätten und Organisationszentren dienten, sondern außerhalb und an den heiligen Schreinen statt, die meist Fetische enthielten.
- Priester hielten direkten Kontakt mit überirdischen Mächten, denen sie Opfer darbrachten, auch Menschenopfer.
- Bereits in der Chavin-Kultur ist die Verwendung von Halluzinogenen nachweisbar. Die Inkapriester benutzten sie zur Kontaktaufnahme mit Göttern und anderen metaphysischen Mächten. Auch Traumdeutung, die Beobachtung bestimmter natürlicher Phänomene und die Eingeweideschau diente diesem Zweck, ebenso wie das Feuer, in das ein Orakelpriester (yacarca) starrte, nachdem er Kokablätter gekaut und dabei die Geister beschworen hatte. Die Antworten dieser Geister wurden durch Bauchreden verkündet.
- Zeremonien mussten genau eingehalten werden. Geschah dies nicht, waren ungünstige Ereignisse die Folge dieser gestörten Harmonie.

Die Religion der Inkas stellt sich somit ganz ähnlich den Religionen Mesoamerikas als Mischung komplexer Zeremonien, animistisch-totemistischer Glaubensinhalte, unterschiedlicher Formen magischen Denkens und Naturanbetung dar. Sie gipfelte in der Anbetung der Sonne und etablierte sich als Staatsreligion, beherrscht von einer hierarchischen Priesterschaft. Die Volksreligionen vor und nach der Inkaperiode und der spanischen Eroberung blieben als Substrate erhalten und vermengten sich mit der neuen Hoch- und Kolonialreligion, dem Katholizismus.

## Gegenwärtige Religionen
Schwieriger als bei den alten Kulturen ist die Beurteilung der Situation in Religionen, die heute noch lebendig sind. Die Weltreligionen haben aufgrund ihres synkretistischen Charakters, der schriftlichen Fixierung und der jahrhundertelangen Interpretation eine völlig andere Entwicklung genommen – obgleich etwa Geister, Engel und Dämonen nebst zahlreichen anderen archaischen Resten auch in Judentum, Christentum und Islam vorkommen. So zeigen etwa im alten Judentum die dortigen Propheten mit der Art ihrer unausweichlichen Berufung, ekstatischen Zuständen und Traumerlebnissen Elemente, die als schamanische Rituale gedeutet werden können. Die christliche und islamische Hagiographie ist ebenfalls voll von solchen religiös-magischen Geschichten mit dämonischen Folterungen, Himmelfahrten, Unterweltreisen, ekstatischen Situationen, Heilmagie, Totengeleit usw. Zwar kann man sie nicht als schamanisch bezeichnen, doch verschmelzen hier möglicherweise indoeuropäische mit altorientalischen Vorstellungen. Aufgrund all dieser Unsicherheiten sollen vor allem die lebendigen Großreligionen in der Darstellung hier ausgespart werden. Die Diskussion ihrer eventuellen archaischen Überreste dürfte religionsgeschichtlich Ansatzpunkte bieten, jedoch weder sicher beleg- noch ausreichend begründbar sein.